# Albul Bim - Ureche neagră (film)

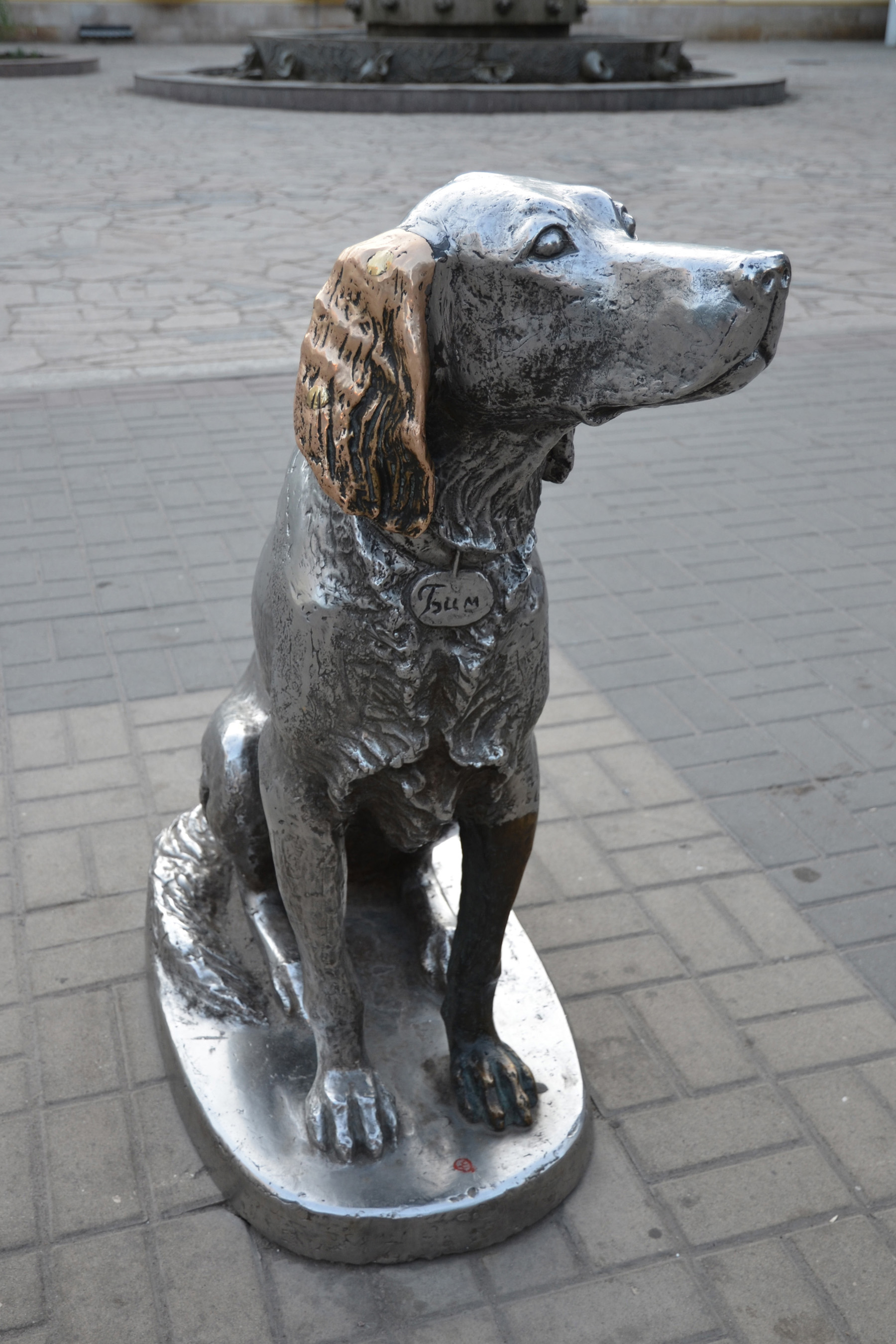
Monumentul dedicat lui Bim în Voronej

Albul Bim – Ureche neagră (titlul original: în rusă Белый Бим – Чёрное ухо, transliterat: Belîi Bim Ciornoe uho) este un film dramatic sovietic realizat în 1977 de regizorul Stanislav Rostoțki, după romanul omonim din anul 1972 al scriitorului Gavril Troepolski, protagoniști fiind actorii Veaceslav Tihonov, Valentina Vladimirova, Mihail Dadîko și Irina Șevciuc.

## Rezumat

### Partea I-a
La începutul primăverii, scriitorul Ivan Ivanovici caută un Setter Gordon la un crescător de câini. În cele din urmă, se decide să ia singurul cățeluș din fătare, care nu se încadra în normele speciei și pe care crescătorul a vrut de fapt să-l omoare: micul Bim era alb în loc să fie negru, doar urechea stângă era neagră. Au trecut lunile. Ivan și Bim s-au familiarizat, câinele cunoaște rutina zilnică a stăpânului, îl așteaptă în fața redacției, în fața frizeriei și ambii merg împreună la vânătoare, chiar dacă Ivan trebuie să mituiască un șofer de autobuz pentru a lua și câinele.
Însă două lucruri deranjează idila. Din cauza culorii sale false, Bim nu este recunoscut un câine de vânătoare de către asociațiile chinologice oficiale și ca atare nu primește pedigri. În plus, una dintre vecininele lui Ivan tratează câinele cu ură, îl reclamă administratorului de bloc, că mușcă și anunță peste tot că este periculos.
Când a sosit iarna, Ivan a început să nu se simtă bine. O schijă în apropierea inimii, o rană de război, îl afectează atât de tare încât trebuie să fie internat în spital. De acolo este transportat imediat la Moscova, unde urmează să fie operat. Bim rămâne în grija vecinei Stepanovna, care locuiește cu nepoata ei.
Întrucât de la înrăutățirea sănătății lui Ivan Bim ieșea afară în mod regulat singur, bătrâna lasă și acum câinele să se plimbe liber. Dar acum Bim începe să își caute stăpânul. Urmărind o mașină de salvare cu sirenă, aleargă după ea până la spital, dar noaptea se întoarce în apartamentul gol și a doua zi începe din nou căutarea.
Deoarece nu mai mănâncă, devine slăbit și în curând este văzut drept un câine rătăcit în centrul orașului. Studenta Dașa îl găsește când Bim este descris de vecina certăreță ca fiind turbat și periculos. Găsește că Ivan este proprietarul câinelui, iar Dașa îl aduce pe Bim înapoi la adresă și îl predă lui Stepanovna.
Dasha scrie o etichetă de identificare atașată la zgarda lui Bim, care indică datele câinelui și proprietarul acestuia. Așa că Bim îl întâlnește pe băiatul Tolik, care îl hrănește și se atașează de el. Curând, însă, Bim este răpit de un bărbat care colecționa plachete de câini și după ce i-a luat-o de la gât, aruncă din nou câinele în stradă. Bim se plimbă pe străzi și o recunoaște în fața gării pe Dașa. Ea îl vede din tren și îl strigă să plece acasă dar Bim aleargă după tren până când îl lasă puterile și se întinde între șine, epuizat.

### Partea a II-a
Bim este găsit de angajații feroviari care se ocupă de el și îl pun pe picioare, apoi îl lasă din nou liber.

Între timp, Dașa a coborât la următoarea gară și a luat un tren în sens invers. S-a dus la apartamentul lui Ivan, dar află doar că Bim nu a mai fost văzut de câteva zile.
La lăsarea întunericului Bim întorcându-se pe calea ferată spre casă, când un macaz se schimbă brusc, prinde laba piciorului din față. Noroc că este descoperit la timp și eliberat de mecanici de locomotivă și se întoarce sângerând la locuință. Este îngrijit de Dașa și va rămâne în grija Stepanovnei zilele următoare. În curând, Bim va avea voie să iasă din nou.
Se plimbă prin diferitele locuri în care venea mereu cu Ivan și ajunge și în parcarea autobuzelor, unde este recunoscut de șoferul care a fost odată mituit de Ivan. Șoferul îl ia pe Bim cu el și îl vinde unui vânător. Acesta îl duce la familia lui, unde fiul său Aljoscha se împrietenește cu Bim, dar neștiind cum îl cheamă, îl dă numele de Ureche neagră. Bărbatul îi împrumută vecinului său Klim câinele ca să-l ia cu el la vânătoare, dar Bim se eliberează și fuge. Zăpada înghețată îi sfâșie labele, dar reușește să se târască până la locuința lui Tolik.
Băiatul este bucuros să-l revadă pe Bim, dar părinții lui nu sunt deloc încântați. Ca să scape de el, în timpul nopții tatăl lui Tolik a dus câinele în pădure și l-a lăsat acolo legându-l cu lesa de un copac. Totuși, conștiința lui îl frământă și așa se întoarce în pădure a doua zi dimineață, dar Bim s-a smuls deja din lesă și a plecat. Bim se întoarce la apartamentul lui Ivan, dar vecina certăreață făcând o isterie cumplitâ, nu-l lasă să intre în clădire. Cum tocmai trecea o mașină de hingheri, ea reușește să-i convingă să-l ia cu ei pe Bim, pentrucă este turbat și periculos. Fiind sera târziu, Bim foarte slăbit, este lăsat în duba hingherilor în toiul gerului în fața adăpostului de animale. 
Între timp, Ivan încă nu chiar pe deplin însănătoșit după operația reușită de extragere a schijei, roagă să fie eliberat din spital, iar chirurgul fiind de acord, Ivan pleacă cu trenul spre casă. Tatăl lui Tolik a pus în ziar un anunț de căutare pentru Bim. Ajuns în gara de acasă, Ivan citește anunțul și se grăbește imediat la adăpost, unde după unele dificultăți i se permite să se uite în vehiculul încuiat. Bim însă, a murit deja în dubă.
Lui Tolik și Alioșka, care au ajuns și ei la adăpost căutându-l pe Bim, Ivan le spune că Bim nu este acolo. A doua zi, Ivan se întoarce la adăpost pentru a-l lua pe Bim să-l îngroape. Bim primește onoarea finală de câine de vânătoare cu trei focuri de armă trase în aer. Trei focuri, pentru cei trei ai săi ani împliniți. Ivan ia un alt câine fără stăpân pe care hingherii au vrut să-l lase să fugă.
Din nou vine primăvara. Ivan și Tolik se plimbă prin pădure. Tolik are cu el un cățel pe care îl numește Bim. El este asemănător cu Bim, doar că acest pui de Setter Gordon alb, are o ureche și jumătate din față, negre.

## Distribuție
- Veaceslav Tihonov – Ivan Ivanovici, scriitor, stăpânul lui Bim
- Valentina Vladimirova – Mătușa, vecina rea, mușcată imaginar
- Mihail Dadîko – Serîi
- Ivan Rîjov – Pal Titîci, administratorul casei
- Irina Șevciuc – Dașa
- Mihail Zimin – Semion Petrovici, tatăl lui Tolik
- Ghennadi Kocikojarov – tatăl lui Alioșa
- Rimma Manukovskaia – mama lui Tolik
- Maria Skvorțova – Stepanovna, bunica Liusiei
- Anatoli Baranțev – Nikolai Egorovici,veterinarul
- Vitali Leonov – pescarul
- Liubov Sokolova – acărița
- Aleksei Cernov – Trofimîci, pădurarul
- Dmitri Barkov – Aleksandr Petrovici, doctorul
- Raisa Riazanova – mama lui Alioșa
- Gheorghi Svetlani – asistentul medical al spitalului veterinar
- Vladimir Serghienko – Кlim
- Vasili Vorobiov – Тоlik
- Ana Rîbnikova – Liusia
- Serioja Șevliakov – Alioșa
- Ivan Jevago – trecătorul cu pălărie
- Bronislava Zaharova – sora medicală
- Zoia Tolbuzina – soția lui Serogo
- Svetlana Haritonova – Anna Pavlovna, profesoara
- Fiodor Ekaterinicev
- Aleksei Mironov – soțul Anisiei
- Tatiana Nikitina
- Fiodor Korceaghin – vânzătorul de cățeluși
- Nikolai Pogodin – șoferul de autobuz
- Galina Komarova – Аnisia
- Andrei Martînov – Andrei Leonidovici, un milițian
- Vladimir Razumovski – Коstia
- Rodion Aleksandrov – profesorul chinolog
- Aleksandr Pașutin – arbitru de expoziție canină
- Vitali Ponomariov – trecătorul
- Veaceslav Țiupa – studentul
- Boris Ghitin – taximetrist
- Iuri Grigoriev – un milițian
- Manefa Sobolevskaia – o vecină
- Valeri Hromușkin – hingherul tânăr

Deoarece culoarea lui Bim nu corespundea culorii rasei sale, în film au jucat setterul englez Steve (alias Stepa) și dublura sa Dandy.

## Lansare
A fost lansat în anul 1977 și a avut parte de succes comercial, fiind vizionat de 23,1 milioane de spectatori în cinematografele din Uniunea Sovietică.

## Premii și nominalizări
- 1978 Festivalul de Film de la Karlovy Vary
  - Premiul Globul de Cristal (împreună cu filmul Umbre de vară fierbinte de František Vláčil)
- 1978 Premiile Oscar
  - Nominalizare la Cel mai bun film străin

## Trivia
Filmul este a șasea lucrare comună a lui Rostoțki și actorul Veaceslav Tihonov. 
Filmările au avut loc în Kaluga. Ca o imagine rapel în film, se arată în mod repetat o vedere a cinematografului Cosmos (demolat în 2006, a fost situat lângă Piața Păcii).